# Грачёв, Виктор Иванович
Виктор Иванович Грачёв (19 января 1929 — неизвестно) — советский хоккеист, нападающий.
Карьеру провёл в команде из Электростали (1949/50 — 1956/57, 1959/60), носившую название «Химик» (до 1953 года) и «ДК имени Карла Маркса» (с 1953 года). В чемпионате СССР сыграл пять сезонов (1952/53 — 1956/57).